# Anilios nigrescens
Espèce
Synonymes
- Typhlops nigrescens (Gray, 1845)
- Austrotyphlops nigrescens (Gray, 1845)
- Ramphotyphlops nigrescens (Gray, 1845)
- Typhlops rueppelli Jan, 1863
- Typhlops temminckii Jan, 1864
- Typhlops reginae Boulenger, 1889

Anilios nigrescens est une espèce de serpents de la famille des Typhlopidae. 

## Répartition
Cette espèce est endémique d'Australie. Elle se rencontre en Nouvelle-Galles du Sud, au Victoria et au Queensland.

## Alimentation
Ce serpent se nourrit essentiellement de termites.

## Publication originale
- Gray, 1845 : Catalogue of the specimens of lizards in the collection of the British Museum, p. 1-289 (texte intégral).